# Acanthodelta bryoxantha
Acanthodelta bryoxantha är en fjärilsart som beskrevs av George Francis Hampson 1902. Acanthodelta bryoxantha ingår i släktet Acanthodelta och familjen nattflyn. Inga underarter finns listade i Catalogue of Life.